# 曲柄铁线莲
曲柄铁线莲（学名：Clematis repens）为毛茛科铁线莲属下的一个种。

## 扩展阅读
- 維基物種上的相關：曲柄铁线莲